# Novsko Ždrilo
Novsko Ždrilo je morski preliv v Jadranskem morju na Hrvaškem med Novigradskim morjem in Velebitskim kanalom. Čez ožino sta speljana dva mostova z istim imenom stari in novi Masleniški most. Ožina je dolga 4 km, široka do 400 m in globoka do 30 m.